# البلازما الفيزيائية الفلكية

سديم البحيرة هو سحابة ضخمة من الغاز المتأين منخفض الكثافة

البلازما الفيزيائيّة الفلكيّة (بالإنجليزيّة: Astrophysical plasma) هي البلازما خارج المجموعة الشمسية. تُدرس تلك البلازما كجزء من علم الفيزياء الفلكيّة، وتُلاحظ عادة في الفضاء. يتفق العلماء على أن معظم المادة الباريونيّة في الكون توجد في هذه الحالة. عندما تصير المادة ساخنة بما فيه الكفاية، تتأين وتصير إلى حالة البلازما. تحلل تلك العملية المادةَ إلى الجزيئات المكوِّنة لها والتي تتضمن الإلكترونات سالبة الشحنة والأيونات موجبة الشحنة. تلك المواد المشحونة كهربيًا مُعرَّضة إلى تأثير المجال الكهرومغناطيسيّ. وهذا يشمل المجالات القويّة المتولِّدة عن النجوم، والضعيفة الموجودة في مناطق نشوء النجوم والفضاء المتخلل بين النجوم والفضاء الموجود بين المجرات. كما يمكن أيضًا ملاحظة المجالات الكهربيّة في بعض الظواهر الفيزيائيّة الفلكيّة النجميّة، ولكنها عديمة الشأن في الأوساط الغازيّة قليلة الكثافة.
تختلف البلازما الفيزيائيّة الفلكيّة عن البلازما الفضائيّة، والتي تشير إلى البلازما الناشئة عن الشمس، والرياح الشمسية، والغلاف الأيونيّ، والغلاف المغناطيسيّ للأرض والكواكب الأخرى.

## ملاحظة ودراسة البلازما الفيزيائيّة الفلكيّة
يمكن للبلازما في النجوم أن تولِّد مجالًا مغناطيسيًّا ويمكنها أن تتفاعل معه، منتجةً عددًا من الظواهر الفيزيائيّة الفلكيّة المختلفة. يمكن لتلك الظواهر أن تُلاحظ في الطيف بسبب تأثير زيمان. تتأثر بعض الأشكال الأخرى من البلازما الفيزيائيّة الفلكيّة بالمجالات المغناطيسيّة الضعيفة الموجودة بالفعل، وتتحدد تلك التفاعلات مباشرة عن طريق قياس الاستقطاب أو بطرق أخرى غير مباشرة. وبالتحديد تكوِّن البلازما المبعثَرة كلًا من الوسط بين المجرات والوسط بين النجوم والوسط بين الكواكب والرياح الشمسيّة.
تُدرس البلازما الفيزيائيّة الفلكيّة بعدة طرق أخرى، حيث إنها تبعث إشعاعًا كهرومغناطيسيًّا عبر مدى واسع من الطيف الكهرومغناطيسيّ. تشع الإلكترونات في البلازما الأشعة السينيّة باستمرار؛ لأن البلازما الفيزيائيّة الفلكيّة ساخنة في العموم. يحدث ذلك خلال عملية تعرف باسم عملية الكبح. يمكن ملاحظة ذلك الإشعاع بواسطة تليسكوبات الأشعة السينيّة الموجودة في الغلاف الجوي العلوي أو في الفضاء. تبعث البلازما الفيزيائيّة الفلكيّة موجات الراديو وأشعة جاما أيضًا.

## الظواهر ذات الصلة
يهتم العلماء بالأنوية المجرية النشطة؛ لأن تلك البلازما الفيزيائيّة الفلكيّة ترتبط مباشرة بالبلازما المدروسة في المختبرات. تعرِض تلك الظواهر طيفًا من السلوكيات الهيدروديناميكيّة المغناطيسيّة مثل الجريان المضطرب واللاستقرار. وبالرغم من أن تلك الظواهر قد تحدث على مستويات فلكيّة كبيرة مثل النواة المجرية، يقترح علماء الفيزياء الفلكيّة أنهم لا يتضمَّنون تأثيرات البلازما، ولكنها تسببت بالمادة المستهلكة بواسطة الثقوب السوداء العملاقة.
في نظرية الانفجار العظيم في علم الكون، كان الكون بالكامل يوجد في حالة البلازما قبل إعادة الاندماج. ثم تأيَّن الكثير من الكون بعد تكوين أول نجم زائف.
تُعتبر دراسة البلازما الفيزيائيّة الفلكيّة جزءً من دراسة الفيزياء الفلكيّة الشائعة في الأوساط الأكاديميّة. وبالرغم من أن البلازما تُعتبر جزءً من النموذج الكونيّ القياسيّ، إلا أن النظريات الحاليّة تشير إلى احتماليّة أنها تلعب دورًا ضئيلًا في تشكيل التراكيب الكبرى، مثل الفراغ والعنقود المجريّ والعنقود المجريّ الهائل.

## التاريخ المبكر
توقَّع الفيزيائيّ والمستكشف النرويجيّ كريستيان بيركيلاند أن الفضاء تملؤه البلازما. وكتب في 1913:
افترض بيركيلاند أن معظم كتلة الكون يمكن إيجادها في الفضاء «الفارغ».
جادل عالم فيزياء البلازما هانز ألففين في عام 1937 أن البلازما منتشرة في الكون، وبالتالي يمكنها توليد مجال مغناطيسيّ مجريّ. وأثناء فترة الأربعينات والخمسينات من القرن الماضي، استحدث ألفين علم الهيدروديناميكا المغناطيسية، والذي يمكن خلاله تمثيل البلازما في نموذج مثل الموجات في السائل. حاز ألففين جائزة نوبل في الفيزياء عام 1970 من أجل هذا الإسهام. اقترح ألفين بعد ذلك أن يكون هذا هو الأساس الممكن لبلازما الكونيات، إلا أن تلك النظرية بحاجة إلى التدقيق.